# Handelskrig
Handelskrig är en form av ekonomisk konflikt mellan två eller flera länder där de inför handelshinder mot varandra, till exempel tullar, importkvoter eller andra restriktioner. Syftet är ofta att skydda det egna landets ekonomi eller att utöva påtryckningar för att förändra den andra partens handelspolitik.
Ett handelskrig uppstår ofta som svar på att ett land uppfattar att ett annat land agerar orättvist i handelsrelationer – exempelvis genom subventioner, dumping eller en kraftig obalans i handelsbalansen. Ett känt exempel är Handelskonflikten mellan USA och Kina 2018–2020.
Handelskrig kan på kort sikt gynna vissa inhemska industrier, men de riskerar i längden att skada alla inblandade parter genom att leda till högre priser, minskad handel och försämrad ekonomisk tillväxt.